# Anna Werner Friedmann
Anna Werner Friedmann (* 1992 in Wien) ist eine österreichische Film- und Bühnenschauspielerin.

## Leben
Anna Werner Friedmann besuchte von 2016 bis 2020 die Hochschule für Schauspielkunst „Ernst Busch“ Berlin. Im September 2017 besetzte sie mit der Gruppe „Staub zu Glitzer“ die Berliner Volksbühne als Protest gegen den Intendanten Chris Dercon. Während ihrer Ausbildung spielte sie 2018 am Ballhaus Ost in Berlin die Lady Milford in Kabale und Liebe.
Von 2019 bis 2023 war sie festes Ensemblemitglied am Düsseldorfer Schauspielhaus, wo sie u. a. in Inszenierungen von Christina Tscharyiski und David Bösch zu sehen war. Sie spielte u. a. die Ada in Die Entdeckung des Himmels, die Lysistrata in In den Gärten oder Lysistrata Teil 2 von Sibylle Berg und die Karin in Rainer Werner Fassbinders Theaterstück Die bitteren Tränen der Petra von Kant. In der Spielzeit 2019/20 wirkte sie am Düsseldorfer Schauspielhaus in der Uraufführung von Thomas Freyers Theaterstück „letztes Licht. Territorium“ mit. Im Sommer 2023 war sie eine der drei Alma-Darstellerinnen in Paulus Mankers Inszenierung Alma – A Show Biz ans Ende im Südbahnhotel am Semmering. Sie gab ihre Rolle während der Aufführungsserie jedoch zurück, indem sie öffentlich erklärte, „als einzige nicht bezahlt worden zu sein“. Im anschließenden Verfahren konnte Paulus Manker vor Gericht belegen, dass auch andere Angestellte Mankers, trotz Anstellung, nicht bezahlt wurden. Friedmann und Manker haben sich daraufhin verglichen.
Friedmann stand auch in einigen Film- und Fernsehproduktionen vor der Kamera, bei denen sie u. a. mit Lena Knauss, Natalie Spinell, Alison Kuhn und Michael Schneider zusammenarbeitete.
Sie gehörte in der Nebenrolle der Pompeia neben Josephine Ehlert, Genija Rykova, Xenia Tiling und Teresa Rizos zum Darstellerensemble der preisgekrönten BR-Comedy-Serie Servus Baby. In der sechsteiligen ZDFneo-Instant-Fiction-Serie WatchMe – Sex sells (2023) spielte sie als alleinerziehende Mutter Toni eine der Hauptrollen. In der Kinderserie Rudis Siebenstein übernahm sie 2023 von Henriette Heinze die Rolle der Ladenbesitzerin Frau Siebenstein. In der 10. Staffel der ZDF-Fernsehreihe Lena Lorenz (2024) war sie, an der Seite von Judith Hoersch und Uğur Kaya, in einer dramatischen Hauptrolle als junge Frau, die im zweiten Trimester ihrer Schwangerschaft eine Krebsdiagnose erhält, zu sehen.
Anna Werner Friedmann muss sich seit dem 6. Mai 2025 in Neunkirchen wegen des Vorwurfs der Körperverletzung und sexuellen Belästigung vor Gericht verantworten. Ihr Schauspielpartner hatte wegen eines Vorfalls im Rahmen einer Aufführung von Alma - A Show Biz ans Ende Anzeige erstattet. In seiner Anzeige wirft er Anna Werner Friedmann vor, ihn ins Gesäß gebissen und ihm absichtlich eine Fackel ins Gesicht „gestoßen“ zu haben. Laut Friedmanns Darstellung sollte die Szene aufgrund der Nähe zum Publikum „‚realitätsnah‘“ sein, wobei die Intensität ihres Bisses „in Relation zur Leidenschaft ihrer Figur gestanden“ habe. Der Regisseur Paulus Manker, der in diesem Verfahren Zeuge ist, hatte bereits Monate vor Verfahrensbeginn Medien kontaktiert und versucht, eine Negativkampagne zu starten. Friedmann droht bis zu einem Jahr Haft.
Anna Werner Friedmann lebt in Wien und Berlin.

## Filmografie
- 2021–2022: Servus Baby (Fernsehserie)
- 2022: Krähensommer (Fernsehfilm)
- 2023: Das Mädchen von früher (Fernsehfilm)
- 2023: WatchMe – Sex sells (Fernsehserie)
- 2023: Der Schatten (Fernsehserie)
- seit 2023: Rudis Siebenstein (Fernsehserie)
- 2024: Lena Lorenz: Das Leben ist jetzt (Fernsehreihe)